# Heppenbach
Heppenbach (en wallon Heppuba) est une section de la commune belge d'Amblève située en Communauté germanophone et en Région wallonne dans la province de Liège. C'était une commune à part entière avant la fusion des communes de 1977
Heppenbach a fusionné avec Mirfeld, Möderscheid et Valender en 1920.

## Étymologie
Ruisseau (bach) aux pentes gazonnées (happa = faucille → terre à faucher).

## Géographie

### Hameaux et lieux-dits
Halenfeld, Hepscheid, Wereth.

## Évolution démographique
- Sources : INS, Rem. : 1930 jusqu'en 1970 = recensements, 1976 = nombre d'habitants au 31 décembre.

## Histoire
Durant la bataille des Ardennes, le 17 décembre 1944 à Wereth, hameau alors rattaché à la commune d'Heppenbach, onze soldats noirs américains du 333e bataillon d'artillerie de campagne (333th Field Artillery Battalion), faits prisonniers de guerre, sont exécutés après avoir été torturés et mutilés par des soldats allemands . Ce massacre de Wereth est commémoré chaque année ,,.